# Пјако (Варезе)
Пјако је насеље у Италији у округу Варезе, региону Ломбардија.
Према процени из 2011. у насељу је живело 92 становника. Насеље се налази на надморској висини од 413 м.